# 岩城親隆
岩城 親隆（日语：いわき ちかたか、1537年—1594年8月25日），日本戰國時代至安土桃山時代的武将陸奥的戰國大名、岩城氏第十六代當主。幼名鶴千代丸、初名宣隆、改名親隆，元服後字孫次郎，是伊達晴宗的長男
。父親是伊達氏第十五代當主伊達晴宗、母親是岩城氏第十五代當主岩城重隆的女兒・久保姫。其弟弟伊達輝宗、留守政景、石川昭光、国分盛重、杉目直宗是同母弟。其妹妹阿南姬、鏡清院、益穗姬、彥姬、寶壽院是同母妹。岩城常隆是其子。
因父親伊達晴宗與外祖父（養父）岩城重隆達成協議外祖父幫助父親擊敗祖父伊達稙宗，但要將嫡長子親隆過繼到岩城家。其宗法輩分已經與父親晴宗・母親久保姬同輩，其二弟輝宗因長幼問題繼承伊達家當主之位。

## 生平
天文3年（1534年），父親晴宗與外祖父（養父）岩城重隆達成協議並約定、讓其嫡長男的親隆過繼到岩城家繼承家督。
天文5年 （1536年），母親久保姬嫁給父親晴宗，並於天文6年 （1537年）出生，即過繼到岩城家成為外祖父重隆的養子。
天文17年 （1548年），天文之亂岩城重隆讓出家督予親隆，而成為岩城氏第十六代當主。
鄰近的田村氏與石川氏不時常常侵入岩城氏領地，二階堂盛義出兵援助，親隆也出兵和田村氏石川氏均有小規模的軍事衝突，基本以來重隆外交重視的路線已經築構完成。
永祿8年 （1565年），實家伊達氏因為中野宗時專權問題而導致父親・晴宗與二弟・輝宗的嚴重對立問題，晴宗想調停了事，而輝宗想討伐專權家臣中野宗時，而恢復伊達家當主中央集權，就在晴宗與輝宗相爭不下時，晴宗想起早年也是與自己父親稙宗對立，晴宗有鑑於天文之亂，唯恐再來一次內亂，而讓步於輝宗並讓出家督一職，於杉目城隱居起來，而替其父弟仲裁調停與介入，與二階堂家仲介調停伊達氏與蘆名氏和睦榦旋一事。叔父・伊達實元對親父・晴宗與二弟・輝宗的關係甚為令人擔憂，並寫父子不和等內容的書信給親隆要求對實家伊達家的関係有相對的重視。
常陸國的佐竹氏當主佐竹義昭逼迫石川氏與白河結城氏臣屬化，目的是為了方便出入陸奧國進而可以介入奧州等地，自古與友好的岩城氏的關係在養父重隆時代漸漸的惡化，緊接著永祿元年（1558年），岩城重隆侵攻常陸時，義昭在小里擊敗重隆，義昭以婚姻關係為理由而有利地達成和睦友好。親隆迎娶佐竹義昭的女兒（桂樹院）來改善岩城家與佐竹家的關係。
永禄11年（1568年）到元亀2年（1571年）這之間佐竹氏不斷與岩城家有軍事衝突，永祿12年 （1569年）養父・重隆病死了、親隆開始生病其子年幼，隨後佐竹氏出身的正室（桂樹院）替親隆執政，佐竹義昭之長子・義重，佐竹氏兄妹漸漸地介入岩城氏的權力企圖併吞岩城家。
天正6年 （1578年），岩城亲隆隐居，親隆之子・岩城常隆當主就任，此時親隆病倒中風不省人事，正室（桂樹院）成為常隆的後見人，佐竹氏對家中的影響力日漸強盛、岩城氏的實權落入佐竹氏的掌握。
天正7年（1579年），在二弟輝宗的安排下，政宗與同屬陸奧國大名、三春城城主田村清顯的獨生女愛姬成婚，政宗與岩城氏對立並迎娶田村氏。
天正13年 （1585年），後來侄子伊達政宗勢力拓展時期、由於與伊達氏是親戚關係，雙方相處融，然而侄子政宗欲報父仇而與親戚大名展開戰爭，則岩城氏、佐竹氏、石川氏共同對抗伊達氏。人取橋之戰爆發時為妻子娘家佐竹氏盟友參戰、家臣窪田十郎更討取伊達氏重臣鬼庭良直。
天正17年 （1589年），政宗於摺上原之戰勝利後，並先後將蘆名氏和二階堂氏消滅。經過摺上原之戰後對周邊大名的戰爭後，伊達家的勢力已經滲入整個會津及奧州，而伊達政宗開創比父祖三代（伊達稙宗・伊達晴宗・伊達輝宗）更大的伊達家版圖，當時領地的石高推定為120萬石左右，蘆名氏滅亡，四弟石川昭光的石川氏對伊達氏臣服、兒子岩城常隆的岩城氏與侄子伊達政宗所率領的伊達氏達成和睦同盟。
文禄3年 （1594年），親隆病逝，享年58歲。

## 回歸伊達家
慶長12年 （1607年），孫子伊達政隆與其母親岩城御前一同來到仙台謁見侄子伊達政宗並得到厚重的禮遇厚遇。常隆的父親岩城親隆是伊達政宗的祖父伊達晴宗的長子。而且加上，伊達政宗與岩城常隆的祖母・久保姫（栽松院）也是出身岩城家這樣的緣故。
慶長15年 （1610年），被賜予改為伊達姓，並改名回伊達政隆。在陸奧國江刺郡岩谷堂之地，年俸五千石而一家興起。

## 家庭
- 父親：伊達晴宗
- 母親：岩城重隆之長女久保姬
- 正室：佐竹義昭之次女桂樹院
- 養父：岩城重隆（日语：岩城重隆 (戦国武将)）
- 兒子：岩城常隆
- 孫子：伊達政隆
- 二弟：伊達輝宗
- 三弟：留守政景
- 四弟：石川昭光
- 五弟：國分盛重
- 六弟：杉目直宗
- 大妹：（二階堂盛義正室）阿南姬
- 二妹：（伊達實元正室）鏡清院
- 三妹：（小梁川盛宗側室）益穗姬
- 四妹：（蘆名盛興正室→蘆名盛隆正室）彥姬
- 五妹：佐竹義重正室）寶壽院

## 系譜
- 生父：伊達晴宗
- 生母： 久保姬
- 養父：岩城重隆（日语：岩城重隆 (戦国武将)）
- 正室：佐竹氏（佐竹義昭之女・桂樹院）
- 子:岩城常隆
- 孫：伊達政隆（岩城常隆之子）

## 腳註
1. ↑  伊達稙宗の子としている系図（『永禄伊達系図写』（原本永禄3年（1560年））」／仙台市博物館蔵）もある。